# Ricky Steamboat
Richard Henry Blood (West Point; 28 de febrero de 1953), conocido como Ricky Steamboat, es un exluchador profesional estadounidense. Actualmente trabaja como embajador para la empresa WWE.
También es conocido por su trabajo en la American Wrestling Association (AWA), la National Wrestling Alliance (NWA), World Championship Wrestling (WCW) y la World Wrestling Federation (WWF).
Steamboat fue una vez Campeón Mundial Peso Pesado de la NWA, una vez Campeón Intercontinental de la WWF y fue incluido en el Salón de la Fama de la WWE en 2009. También fue cuatro veces Campeón de los Estados Unidos, cuatro veces Campeón Mundial Televisivo de la NWA, ocho veces Campeón Mundial en Parejas de la WCW, una vez Campeón Mundial en Parejas de la NWA, tres veces Campeón en Parejas del Medio Atlántico de la NWA y dos veces Campeón Pesado del Medio Atlántico de la NWA.

## Carrera

### Comienzos (1976-1977)
Blood debutó en 1976 como face en la American Wrestling Association (AWA). Adoptó el nombre de Sam Steamboat Jr., en honor al veterano luchador hawaiano Sam Steamboat, con quien no tenía relación. También luchó durante un tiempo bajo su nombre real antes de establecerse definitivamente como Ricky Steamboat (o, alternativamente, Rick Steamboat), nombre con el que sería conocido durante toda su carrera. Desde la AWA pasó a luchar en la Championship Wrestling from Florida y, posteriormente, en la Georgia Championship Wrestling.

### World Wrestling Federation / Entertainment / WWE (1977 - presente)
Ricky Steamboat ingresó a la WWF, donde participó en WrestleMania I, enfrentando y derrotando a Matt Borne. En 1987, en WrestleMania III, luchó contra Randy Savage por el WWE Intercontinental Championship en un combate que incluyó 19 conteos fallidos.
Finalmente, Steamboat logró cubrir a Savage y ganó el título Intercontinental.
En WrestleMania XXV hizo una aparición junto a Roddy Piper y Jimmy Snuka en un "3-on-1 Handicap Elimination Match" contra Chris Jericho. Fueron derrotados, siendo Steamboat el último eliminado tras recibir un Codebreaker.
Posteriormente, en Backlash, se enfrentó nuevamente a Jericho, perdiendo por rendición.
Volvió a aparecer en RAW el 28 de junio de 2010, con motivo del lanzamiento de su DVD. Durante la transmisión fue atacado por los novatos de la primera temporada de NXT, junto con otras leyendas de la lucha libre como Dean Malenko, Mike Rotunda, Michael Hayes y Arn Anderson.
Regresó nuevamente en los Slammy Awards de 2014.

### Ring of Honor (ROH)
En 2004, se desempeñó como árbitro especial en la empresa Ring of Honor (ROH).

## Vida personal
Su hijo Richie, quien compite bajo el nombre de Ricky Steamboat Jr., debutó profesionalmente en la lucha libre profesional en 2008. Inicialmente fue entrenado por George South, pero más adelante continuó su formación con Harley Race.

## Campeonatos y logros
- Maple Leaf Wrestling

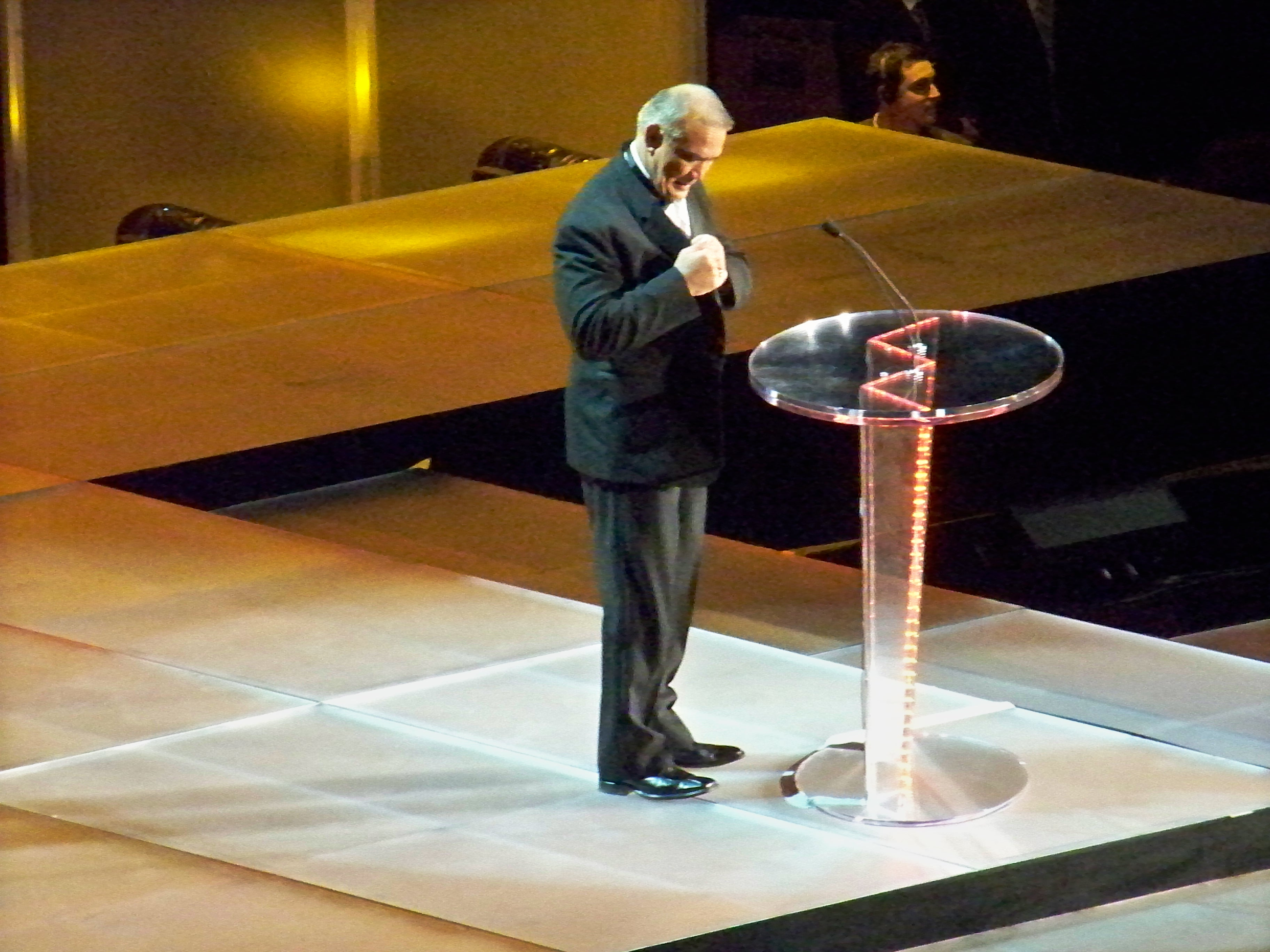
Steamboat en la ceremonia de inducción al Salón de la Fama 2009.

  - NWA United States Heavyweight Championship (1 vez)
- National Wrestling Alliance / World Championship Wrestling
  - NWA Mid-Atlantic Heavyweight Championship (2 times)
  - NWA Mid-Atlantic Tag Team Championship (4 veces) – con Paul Jones (3) y Jay Youngblood (1)
  - NWA Television Championship (2 veces)
  - NWA United States Heavyweight Championship (1 vez)
  - NWA United States Heavyweight Championship (Versión Mid-Atlantic) (1 vez)
  - NWA World Heavyweight Championship (1 vez)
  - NWA World Tag Team Championship (Versión Mid-Atlantic) (6 veces) – con Paul Jones (1) y Jay Youngblood (1)
  - WCW United States Heavyweight Championship (1 vez)
  - WCW World Tag Team Championship (2 veces) – con Dustin Runnels (1) y Shane Douglas (1)
  - WCW World Television Championship (2 veces)
- National Wrestling Alliance
  - NWA Hall of Fame (Clase de 2012)[1]
- World Wrestling Federation / World Wrestling Entertainment
  - WWF Intercontinental Heavyweight Championship (1 vez)
  - WWE Hall of Fame (2009)

- Pro Wrestling Illustrated
  - Equipo del año (1978) con Paul Jones[2]
  - PWI Match of the Year (1987) vs. "Macho Man" Randy Savage at WrestleMania III
  - PWI Match of the Year (1989) vs. Ric Flair at WrestleWar
  - PWI Rookie of the Year (1977)
  - PWI Stanley Weston Award (1995)
  - Situado en el Nº7 en los PWI 500 del 1991
  - Situado en el Nº6 en los PWI 500 del 1992
  - Situado en el Nº20 en los PWI 500 del 1993
  - Situado en el Nº9 en los PWI 500 del 1994
- Professional Wrestling Hall of Fame and Museum
  - Clase del 2002
- Wrestling Observer Newsletter awards
  - Five Star Match (1989) vs. Ric Flair Chi-Town Rumble
  - Five Star Match (1989) vs. Ric Flair 2-Out-Of-3 Falls Match
  - Five Star Match (1989) vs. Ric Flair en WrestleWar
  - Equipo del Año (1983) con Jay Youngblood
  - Lucha del Año (1987) vs. Randy Savage en WrestleMania III
  - Lucha del Año (1989) vs. Ric Flair en WrestleWar
  - Wrestling Observer Newsletter Hall of Fame (Clase of 1996)